# Тельце Барра

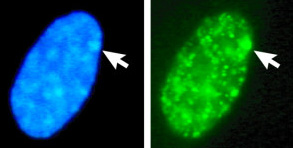
Ядро фибробласта женщины, окрашенное флуоресцентным красителем. Стрелкой указано тельце Барра

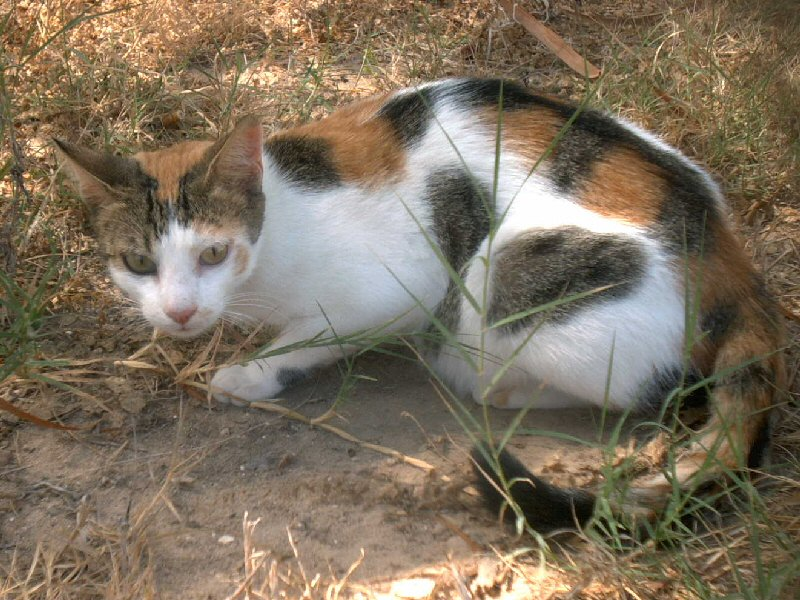
Кошка мозаичного окраса (калико, или черепаховый с белым)

Тельце Барра (X-половой хроматин) — свёрнутая в плотную (гетерохроматиновую) структуру неактивная X-хромосома, наблюдаемая в интерфазных ядрах соматических клеток самок плацентарных млекопитающих, включая человека. Хорошо прокрашивается осно́вными красителями.
Из двух X-хромосом генома любая в начале эмбрионального развития может инактивироваться, выбор осуществляется случайно. У мыши исключением являются клетки зародышевых оболочек, также образующихся из ткани зародыша, в которых инактивируется исключительно отцовская X-хромосома.
Таким образом, у самки млекопитающего, гетерозиготной по какому-либо признаку, определяемому геном X-хромосомы, в разных клетках работают разные аллели этого гена (мозаицизм). Классическим видимым примером такого мозаицизма является окраска черепаховых кошек — в половине клеток активна X-хромосома с «рыжим», а в половине — с «чёрным» аллелем гена, участвующего в формировании меланина. Коты черепаховой окраски встречаются крайне редко и имеют две X-хромосомы (анеуплоидия).
У людей и животных с анеуплоидией, имеющих в геноме 3 и более X-хромосом (см., напр., синдром Клайнфельтера), число телец Барра в ядре соматической клетки на единицу меньше числа X-хромосом (т.е. всегда остаётся только 1 активная Х-хромосома, сколько бы их ни было).

## Использование
Анализ полового хроматина используется для:
1. Анализа по клеткам особи ее пола, когда та не доступна для исследования (пренатальная диагностика пола плода, суд.-мед. экспертиза и т.п.).
2. Выявление пола, если тот не ясен (напр., при определении истинного или ложного гермафродитизма).
3. Проверка соответствия фенотипа генотипу организма (напр., при обследовании женщин на спортивных соревнованиях).
4. Определения пола плода внутриутробно, когда имеются подозрения на наличие заболевания сцепленного с полом (напр., гемофилия, некоторые формы мышечной дистрофии и др.), с целью предотвращения рождения неизлечимо больного ребенка.
5. Используется для предварительной диагностики отклонений в числе или структуре половых хромосом, когда у исследуемого имеются нарушения полового развития.

## Ход получения полового хроматина на анализ
1. Получение клеточного материала. Источники – разнообразные ткани, но предпочтительны те, что не нужно культивировать in vitro (в пробирке).
2. Для определения Х-хроматина у взрослого человека используют чаще всего мазки со слизистой оболочки щеки, реже слизистой оболочки влагалища, а также клетки волосяных фолликулов. Перинатальная диагностика проходит с использованием амниотических клеток.
3. Для определения численности У-хроматина используется выше перечисленные ткани, а также сперматозоиды, а также культивируемых лимфоцитах.
4. В целом для анализа Х-хроматина и У-хроматина идеально подходят однослойные культуры клеток, обычно фибробластов.
5. Фиксация препаратов раствором метанола или смесью этанола и уксусной кислоты (3:1) или исключительно этанолом.
6. Дегидратация путем переноса (ТОЛЬКО для анализа телец Барра) препарата из одного раствора в другой с выдержкой в каждом в течение 5 минут: в спирте 70°, в спирте 50°, в дистиллированной воде I, в дистиллированной воде II.
7. Гидролиз (ТОЛЬКО для анализа телец Барра) в НСl (необязательно).
8. Окрашивание полового хроматина. Методы окраски X- и Y-хроматина различны. Первый вид хроматина окрашивается препаратами на основе нефлюоресцирующими красителямей: основным фуксином, тионином, ацетоорсеином, толуидиновым синим и др. Второй вид окрашивается флюорохромами — производными акридинового оранжевого: акрихином, акрихин-ипритом, акрихин-пропилом. Препараты выдерживаются в красителе от 30 минут до 12 часов.

Препараты Х-хроматина высушивают и изучают с масляной иммерсией в проходящем свете. Препараты У-хроматина заключают в специальный буферный р-р и изучают в ультрафиолетовом свете с помощью люминесцентного микроскопа.

## Анализ
Анализ проводят на разъединенных, распластанных клетках. Срезы тканей для определения полового хроматина используют лишь тогда, когда невозможно получить мазки или препараты-отпечатки среза органа.
1. Микроскопирование.
2. Интерпретация результатов[4].